# Afrotheria
Los afroterios (Afrotheria) son un superorden de mamíferos placentarios compuesto por los actuales órdenes Afrosoricida, Macroscelidea, Tubulidentata, Hyracoidea, Proboscidea y Sirenia. Son animales propios de África, Eurasia y Norteamérica, aunque los sirenios se han expandido por gran parte del planeta.

## Relaciones evolutivas
El clado Afrotheria se propuso en 1998 basándose en la secuencia de ADN y elementos genéticos que une a los órdenes Afrosoricida, Macroscelidea, Tubulidentata, Hyracoidea, Proboscidea y Sirenia. La mayoría de los grupos de afroterios comparten poca o ninguna semejanza superficial y sus similitudes solo se han conocido en los últimos tiempos debido a los estudios moleculares. Muchos grupos de afroterios se encuentran mayor o exclusivamente en África, lo que refleja el hecho de que África era un continente insular desde principios del Cenozoico. Los afroterios tuvieron su lugar de origen en África y posteriormente han logrado expandirse a otros continentes.
Afrotheria se reconoce como uno de los cuatro clados dentro de Placentalia, los cuales generalmente no tienen categoría taxonómica pero a veces se le dan las categorías de magnorden o superorden. Las relaciones entre los cuatro cohortes (Afrotheria, Xenarthra, Laurasiatheria y Euarchontoglires) y la identidad de la raíz placental todavía son algo controvertidas.
La propia Afrotheria no tiene un registro fósil antiguo limitado a África y de hecho parece haber evolucionado en el aislamiento del continente. Los estudios moleculares favorecen la hipótesis de que Afrotheria y Xenarthra comprenden taxones hermanos en la base de la radiación placentaria de mamíferos, lo que sugiere un antiguo clado gonduano de mamíferos placentarios llamado Atlantogenata. Esta idea es coherente con el registro fósil de Xenarthra que también se limita a Sudamérica.
Una filogenia calibrada reciente propone que Afrotheria divergió del grupo hermano Xenarthra a mediados del Cretácico hace 105-120 millones de años cuando África y Sudamérica se separaron en grandes masas.
Los afroterios penungulados han desarrollado pezuñas al igual que los perisodáctilos y artiodáctilos pertenecientes a Laurasiatheria lo cual ha llevado a que se los clasifiqué en el antiguo clado Ungulata, pero fue resultado de la evolución convergente.
En cuanto a filogenia Afrotheria se divide en dos clados: Afroinsectiphilia que incluye el orden Tubulidentata y Afroinsectivora (clado que une a los órdenes de insectívoros Macroscelidea y Afrosoricida). Y Paenungulata el cual se clasifica a los hiracoideos y el clado Tethytheria que incluye a los proboscideos y sirenios.
A pesar de ello algunos análisis genéticos han dado resultados diversos y contradictorios. Sin embargo los análisis genéticos recientes y más exhaustivos respaldan la monofilia de esta clasificación.

## Clasificación
Un esquema con todos los animales actuales y extintos:
- Granorden Afroinsectiphilia
  - Orden Tubulidentata
  - Orden Ptolemaiida †
  - Orden Bibymalagasia †
  - Clado Afroinsectivora
    - Orden Afrosoricida
    - Orden Macroscelidea
- Granorden Paenungulata
  - Orden Hyracoidea
  - Clado Tethytheria
    - Orden Proboscidea
    - Orden Sirenia
    - Orden Embrithopoda †
    - Orden Desmostylia †

## Filogenia
Un estudio genético reciente utilizando una gran cantidad de elementos ultraconservados y otros de todo el genoma han apoyado la siguiente filogenia:
|                 | Tubulidentata                                                  |
|                 |                                                                |
| Afroinsectivora | \| \| Macroscelidea \| \| \| \| \| \| Afrosoricida \| \| \| \| |
|                 | \| \| Macroscelidea \| \| \| \| \| \| Afrosoricida \| \| \| \| |
|                 | Macroscelidea                                                  |
|                 |                                                                |
|                 | Afrosoricida                                                   |
|                 |                                                                |

|  | Macroscelidea |
|  |               |
|  | Afrosoricida  |
|  |               |

|             | Hyracoidea                                              |
|             |                                                         |
| Tethytheria | \| \| Proboscidea \| \| \| \| \| \| Sirenia \| \| \| \| |
|             | \| \| Proboscidea \| \| \| \| \| \| Sirenia \| \| \| \| |
|             | Proboscidea                                             |
|             |                                                         |
|             | Sirenia                                                 |
|             |                                                         |

|  | Proboscidea |
|  |             |
|  | Sirenia     |
|  |             |

|                 | Tubulidentata                                                  |
|                 |                                                                |
| Afroinsectivora | \| \| Macroscelidea \| \| \| \| \| \| Afrosoricida \| \| \| \| |
|                 | \| \| Macroscelidea \| \| \| \| \| \| Afrosoricida \| \| \| \| |
|                 | Macroscelidea                                                  |
|                 |                                                                |
|                 | Afrosoricida                                                   |
|                 |                                                                |

|  | Macroscelidea |
|  |               |
|  | Afrosoricida  |
|  |               |

|             | Hyracoidea                                              |
|             |                                                         |
| Tethytheria | \| \| Proboscidea \| \| \| \| \| \| Sirenia \| \| \| \| |
|             | \| \| Proboscidea \| \| \| \| \| \| Sirenia \| \| \| \| |
|             | Proboscidea                                             |
|             |                                                         |
|             | Sirenia                                                 |
|             |                                                         |

|  | Proboscidea |
|  |             |
|  | Sirenia     |
|  |             |